# Rhynchostegium lonchopus
Rhynchostegium lonchopus là một loài Rêu trong họ Brachytheciaceae. Loài này được M. Fleisch. miêu tả khoa học đầu tiên năm 1922.